# Optus A1
O Optus A1 (também conhecido por Aussat A1) foi um satélite de comunicação geoestacionário australiano que foi construído pela Hughes. Ele esteve localizado na posição orbital de 160 graus de longitude leste e era operado pela Aussat Pty., Ltd. (posteriormente renomeada para Optus Communications Pty., Ltd.). O satélite foi baseado na plataforma HS 376 e sua expectativa de vida útil era de 7 anos.

## História
A Empresa de satélite nacional da Austrália, a AUSSAT Proprietary Ltd. (atual SingTel Optus Pty Limited), em maio de 1982 selecionou a Hughes Communications International, uma subsidiária integral da Hughes Aircraft Company, para desenvolver o em o primeiro programa de satélites do país. Nos termos do contrato, a Hughes Space and Communications Group (SCG) construiu três satélites e duas estações de telemetria, rastreamento, comando e monitoramento (TTC & M). Também foram fornecidos lançamento e serviços operacionais e de apoio em terra.
O satélite Optus A1 tinha um diâmetro de 2,2 metros. Recolhido para o lançamento, sua altura era de 2,9 metros. Em órbita, com as antenas implantadas e painel solar de popa estendido, a altura aumenta para 6,3 metros.

## Lançamento

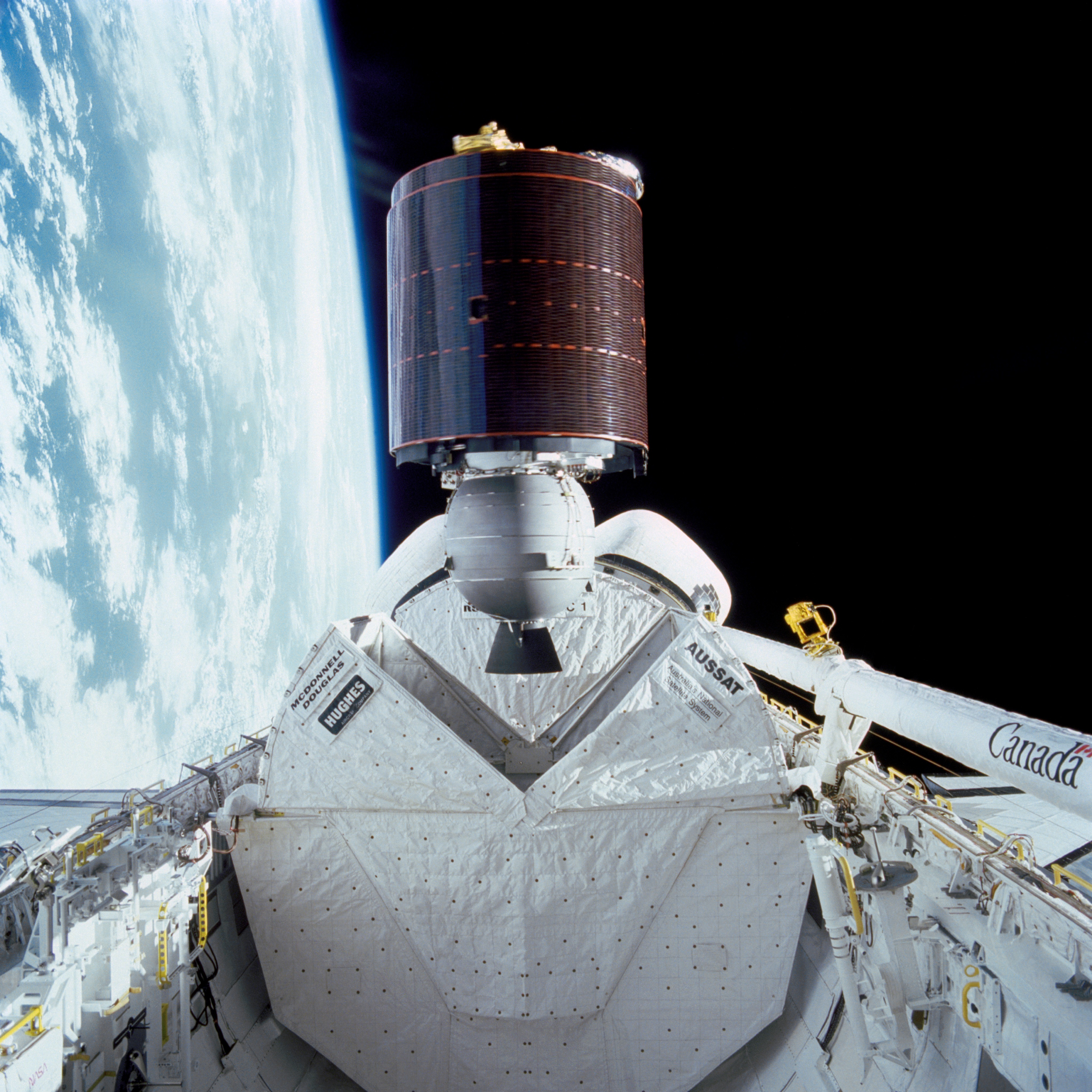
O satélite Optus A1 após a implantação durante a STS-51-I a partir do compartimento de carga do ônibus espacial Discovery.

O satélite foi lançado com sucesso ao espaço no dia 27 de agosto de 1985, às 10:58:01 UTC, abordo do ônibus espacial Discovery durante a missão STS-51-I, a partir do Centro Espacial Kennedy, na Flórida, EUA, juntamente com os satélites Leasat 4 e ASC-1. Ele tinha uma massa de lançamento de 654 kg.

## Capacidade e cobertura
O Optus A1 era equipado com 15 transponders em banda Ku para fornecer serviços via satélite para a Austrália e Papua Nova Guiné.